# Trueperella pyogenes
Trueperella pyogenes (dawn. Corynebacterium pyogenes, Actinomyces pyogenes, Arcanobacterium pyogenes) — nieprzetrwalnikująca, bezotoczkowa bakteria barwiąca się Gram zmiennie. Zazwyczaj nie zawiera ziaren metachromatycznych. Wytwarza słabą toksynę.

## Hodowla
Bakteria nie wzrasta na pożywkach prostych. Do hodowli używa się agaru z krwią, na którym tworzy hemolizę typu beta, a kolonie "wciskają" się w podłoże.
Bakteria jest wrażliwa na penicyliny i antybiotyki o szerokim spektrum działania.

## Chorobotwórczość
Corynebacterium pyogenes powoduje czasami zapalenie opon mózgowych oraz szpiku. Jest odpowiedzialny za część zapaleń ropnych na skórze oraz błonach śluzowych.
Bakteria ma znaczenie w weterynarii jako ważny czynnik etiologiczny ostrego Mastitis u krów, zwanego tu często letnim zapalenia wymienia (ang. Summer mastitis). Jednak zarówno u bydła, jak i innych gatunków zwierząt kopytnych, wywołuje też innego rodzaju zakażenia mogące dawać różnorakie obrazy kliniczne.